# スタビライザーカメラ
スタビライザーカメラ（英: Stabilizer camera）とは、ヘリコプターや船舶などの移動体にビデオカメラを搭載し、ジャイロを用いてほとんどブレのない映像を提供する撮影システムである。その用途により、ハイビジョンカメラやフィルムカメラなどを積んだ放送・映画用、赤外線カメラを積んだ捜索・救難用に大別される。

## ヘリコプター搭載型
ヘリコプターという三次元を自由に動くプラットフォームで自由なアングルから撮影でき、テレビ局のニュース取材から警察や消防の捜索・救難まで幅広い範囲で高い有用性が評価されている。しかし、自衛隊訓練空域や最低安全高度など空域の制限のほか、航空機の改造は国土交通省航空局の修理改修検査を受けなければならず、柔軟な運用に支障が出ることもある。

### 報道ニュース
各テレビ局が報道ニュースの制作のために運用している。近年の特徴として40倍を越える高倍率レンズに2倍エクステンダー（焦点距離倍増装置）を使用して、ヘリの飛行高度を高くするという騒音対策をとっている。映像制作用のヘリと違い、映像を伝送する中継装置（送信アンテナ、増幅機）を積んでいる。機体の運航は航空機使用事業会社に委託する場合がほとんどである。

### 映像制作
ハイビジョンビデオカメラ以外に、フィルムカメラを積むタイプもある。中継装置は必ずしも必要でないため、エアロスパシアルAS350や、ロビンソン R44などの単発機での運用も多い。

### 捜索・救難
警察や消防・防災ヘリのほか、海上保安庁や自衛隊などが運用している。テレビ局のヘリと同じく映像の伝送装置を積んでいる場合が多く、赤外線カメラを搭載していること以外は同じようなシステムを使用しているが、名称はヘリテレシステムと呼ばれている。
多くが自前での運航であるが、防災ヘリや国交省の災害対策ヘリは使用事業会社に運航を委託している。

## 船舶搭載型
海上保安庁のほか、国税庁の密輸取締船、水産庁の漁業取締船に搭載されている。
赤外線カメラのほか、レーザーカメラも存在する。

## 車両搭載型
マラソンや駅伝中継時に、中継車の後部に搭載し、その模様を中継する際に用いる。また新車などのCM撮影時には撮影車の上部にクレーンを載せ、そこにスタビライザーカメラを搭載して撮影を行う場合もある。

## メーカーと主な製品
日本航空電子工業
- ACE-LX3（エースLX3） - NHK取材ヘリなどで使用

多摩川精機
- ATLAS HD（アトラスHD）

Axsys
- CINEFLEX T14（シネフレックスT14） - FUJINON42倍レンズ使用可能
- CINEFLEX V14MSⅡ（シネフレックスV14MSⅡ） - 可視・赤外カメラ同時搭載

FLIR Systems
- Star SAFIRE（スターサファイア） - 可視・赤外カメラ同時搭載、海上保安庁ヘリなどで使用
- UltraMedia HD（ウルトラメディアHD）

L3ハリス・ウェスカム
- WESCAM 16SS（ウェスカム16SS）
- MX-20 True HD（MX-20トゥルーHD） - 可視・赤外カメラ同時搭載

NETTMANN
- GYRON FS（ジャイロンFS） - 上記で唯一フィルムカメラを搭載可能